# Maison de la Main d'Or
La Maison de la Main d'Or est une maison de style néo-classique située au numéro 95 de la rue du Marché aux Herbes à Bruxelles, entre la Maison de la Lunette et la Maison à la Rose, à quelques dizaines de mètres de la Grand-Place.

## Historique
La Maison de la Main d'Or a été construite en 1697 et modifiée en style néo-classique dans la première moitié du XIXe siècle,.

## Statut patrimonial
Les maisons de la rue du Marché aux Herbes 87 à 111, dont la Maison de la Main d'Or, font l'objet depuis le 20 septembre 2001 d'un classement comme « ensemble de maisons traditionnelles » sous la référence 2043-0544/0,.

## Architecture
La Maison de la Main d'Or possède une façade de style néo-classique datant de la première moitié du XIXe siècle,.
Cette étroite façade de cinq niveaux et deux travées, enduite et peinte en blanc, est constituée d'un rez-de-chaussée commercial moderne en bois, d'un entresol, de deux étages et d'un attique,.
Le rez-de-chaussée commercial conserve les pilastres d'origine et est surmonté d'un entresol noir en encorbellement, percé de cinq fenêtres cintrées et daté de 1910,.
Cet entresol est surmonté de deux étages percés de fenêtres rectangulaires,, de hauteur décroissante.
La façade se termine par un attique, petit étage placé au-dessus de la corniche : cet attique remplace le pignon d'origine,.

## Accessibilité
| ___ | Ce site est desservi par la station de métro : Gare Centrale. |